# Episodi di Easy (seconda stagione)
La seconda stagione della serie televisiva Easy è stata interamente pubblicata su Netflix il 1 dicembre 2017.
| nº | Titolo originale  | Titolo italiano         | Pubblicazione originale | Pubblicazione Italia |
| -- | ----------------- | ----------------------- | ----------------------- | -------------------- |
| 1  | Package Thief     | Il ladro dei pacchetti  | 1 dicembre 2017         | 1 dicembre 2017      |
| 2  | Open Marriage     | Matrimonio aperto       | 1 dicembre 2017         | 1 dicembre 2017      |
| 3  | Side Hustle       | Secondo lavoro          | 1 dicembre 2017         | 1 dicembre 2017      |
| 4  | Spent Grain       | Sedimenti               | 1 dicembre 2017         | 1 dicembre 2017      |
| 5  | Conjugality       | Ricorda il tuo twitter! | 1 dicembre 2017         | 1 dicembre 2017      |
| 6  | Prodigal Daughter | La figlia prodiga       | 1 dicembre 2017         | 1 dicembre 2017      |
| 7  | Lady Cha Cha'     | Lady Cha Cha            | 1 dicembre 2017         | 1 dicembre 2017      |
| 8  | Baby Steps        | Piccoli passi           | 1 dicembre 2017         | 1 dicembre 2017      |